# راجيف غاندي
راجيف راتنا غاندي (20 أغسطس 1944م - 21 مايو 1991م)، النجل الأكبر للإنديرا غاندي وفيروز غاندي، وكان رئيس وزراء الهند السابع منذ وفاة أمه يوم 31 أكتوبر عام 1984 وحتى استقالته يوم 2 ديسمبر عام 1989 بعد هزيمته في الانتخابات العامة. وبذلك أصبح أصغر رئيس وزراء للهند عندما تولى السلطة (في سن ال 40).
كان راجيف غاندي طياراً تجارياً محترفاً قي الطيران الهندي قبل دخوله معترك السياسة. وبينما كان في كامبريدج، التقى بالإيطالية سونيا ماينو التي تزوجها فيما بعد. وكان بمنأى عن السياسة على الرغم من أن والدته كانت رئيسة الوزراء الهندي، وفي عام 1980 وبعد وفاة شقيقه الأصغر سانجاي غاندي دخل راجيف عالم السياسة. وبعد اغتيال والدته عام 1984 بعد عملية بلو ستار، رشحه قادة حزب المؤتمر الوطني الهندي ليكون رئيس للوزراء، ظلّت سونيا الإيطالية، تشعر بالقلق على زوجها راجيف، وبخاصة بعدما احتضنت رأس حماتها بعد مصرعها، فالمشهد لم يغادر مخيّلتها.
قاد راجيف غاندي الحزب إلى الفوز في الانتخابات الرئيسية في عام 1984 بعد فترة وجيزة، وحشد أغلبية أكبر من أي وقت مضى في البرلمان الهندي. وفاز حزب المؤتمر بـ 411 مقعدا من مقعدا من أصل
542. بدأ راجيف في تفكيك رخصة حصص الحكومة، في التعريفات الجمركية، وسمح للوائح بشأن النشاط الاقتصادي -وقام بتحديث صناعة الاتصالات السلكية واللاسلكية، ونظام التعليم، وتوسيع نطاق المبادرات في مجال العلوم والتكنولوجيا، وقام بتحسين العلاقات مع الولايات المتحدة.
في عام 1988، أبطل راجيف انقلاب في جزر المالديف واستعداء الجماعات المسلحة مثل التاميل بلوت. كما أنه كان مسؤولا عن أول تدخل، وارتكب راجيف خطأ قاتلاً حين تدخل في الحرب القائمة بين النظام الحاكم في سريلانكا والمعارضة التاميلية حيث قام بإرسال قوات هندية (قوات حفظ السلام الهندى أو IPKF) البالغ تعدادها 50,000 جندي لجهود السلام في سري لانكا في عام 1987، الذي سرعان ما انتهى في صراع مفتوح مع مجموعة نمور التاميل لتحرير ايلام (تاميل)، وقد وجد راجيف أن هذا يتفق مع سياسة الهند لتصبح أكبر قوة إقليمية في المنطقة وتملك الذراع الطويلة القادرة على البطش، وفي منتصف عام 1987، طعنت فضيحة بوفورس في أمانته، وصورته التي لا يشوبها الفساد، وأسفرت عن هزيمة كبيرة لحزبه في انتخابات 1989، وشعرت سونيا بالسرور، لكن راجيف بدأ يشعر بطعم لذة السلطة، وقرّر تنفيذ وصيّة نهرو بإبقاء الحكم في نسله.
كان راجيف غاندي لا يزال رئيسا للهيئه التشريعيه حتى موعد الانتخابات في عام 1991. وأثناء حملته الانتخابية، اغتيل من قبل مجموعة نمور التاميل لتحرير ايلام (تاميل أو نمور التاميل). وأصبحت أرملته سونيا غاندي زعيمة لحزب الهيئة التشريعية في عام 1998، وقادت الحزب إلى الفوز في انتخابات عام 2004. وكان ابنه راهول غاندي عضو في البرلمان والأمين العام للهيئة التشريعية للهند. [1]
بعد وفاة راجيف غاندي منح الجائزة الوطنية الأعلى من الهند، بهارات راتنا لينضم إلى قائمة ألمع 40 شخصية، بما في ذلك أنديرا غاندي.{/1
كان راجيف غاندي هاوي ومهتم بالأعمال اللاسلكية }، واستخدم رمز النداء VU2RG.

## نشأته
ولد راجيف غاندي في الهند من أصل عائلة سياسية شهيرة. حيث كان جده جواهر لال نهرو، زعيم الاستقلال الهندي الذي أصبح فيما بعد أول رئيس وزراء بعد الاستقلال.
راجيف لا يمت بصله لمهاتما غاندي، رغم أنهما يشتركان في نفس اللقب. وكان فيروز والد راجيف، واحدا من أصغر الأعضاء في الحزب الوطني الهندي الاشتراكي، وكان صديقا لأنديرا الصغير، وكذلك والدتها كمالا نهرو، التي كانت تعمل على الشؤون الحزبية في الله أباد. بعد ذلك، أصبح انديرا وفيروز أقرب إلى بعضهما البعض، وهم في انكلترا، وتزوجا، بالرغم من الاعتراضات الأولية من جواهر لال بسبب دينه (الزرادشتية) [2] [3] في آذار / مارس 1942.
ولد راجيف عام 1944 في مومباي، وخلال ذلك الوقت كان والداه يترددوا على السجون البريطانية. في آب / أغسطس 1947، أصبح جواهر لال نهرو رئيس وزراء للهند المستقلة، واستقرت العائلة في الله أباد، وبعد ذلك في لكناو، حيث أصبحت فيروز رئيس تحرير صحيفة هيرالد الوطنية (التي أسسها موتيلال نهرو). في عام 1949، ومع الزواج المتعثر، انتقل انديرا وأبنائه الاثنين إلى دلهي للعيش مع جواهر لال، ظاهريا لمساعدة والدها في أداء واجباته، بصفتها مضيفة قانونية، والمساعدة في تكاليف الإقامة الضخمة.
وفي هذه الأثناء، استمرت فيروز وحدها في لكناو. ومع ذلك، في عام 1952، ساعد انديرا فيروز في إدارة حملتها الانتخابية الأولى في انتخابات مجلس نواب الهند من راى باريلى.
بعد أن أصبحت فيروز غاندي نائبا في البرلمان، انتقل أيضا للعيش في دلهي، ولكن استمرار «أنديرا في البقاء مع والده، وضع القرار النهائي للانفصال.» [5] وتوترت العلاقات أبعد من ذلك عندما تحدت فيروز الفساد داخل قيادة المؤتمر في فضيحة Haridas Mundhra. اقترحت عليه جواهر لال حل هذه المسألة في جلسة خاصة، ولكن فيروز أصرت على حل هذه القضية بصورة مباشرة في البرلمان:
«يجب على البرلمان أن يتوخى اليقظة والسيطرة على أكبر وأقوى المؤسسات المالية التي أنشأها، وشركة التأمين على الحياة في الهند، الذين اساءوا استخدام الأموال العامة فقد حان الوقت للتحقيق اليوم». فيروز غاندي، في كلمة أمام البرلمان، 16 ديسمبر، 1957.
قادت التحقيقات في الفضيحة، وتحقيقاتها من قبل محكمة ام. سي. شاجلا، إلى استقالة واحد من حلفاء نهرو الرئيسيين، وهو وزير المالية تي تي كريشناماشاري، بعد تنفير لفيروز من جواهر لال.
أعيد التوفيق بين الأسرة عندما كانوا في إجازة في كشمير، بعد إصابة فيروز غاندي بأزمة قلبية عام 1958،
ومع ذلك، توفيت فيروز بعد فترة وجيزة من إصابتها بسكتة قلبية ثانية في عام 1960.

### تعليمه
كان غاندي في الوقت الذي توفي فيه والده، بعيداً في مدرسة داخلية للولاد، بداية في مدرسة ويلهام بويز وبعد ذلك مدرسة الدون. وبعث إلى لندن في عام 1961 للقيام بالمستويات. وفي عام 1962، رشح لمكان في كلية ترينيتي في كامبريدج لدراسة الهندسة. بقي راجيف في كامبردج حتى عام 1965 وترك الجامعة بدون شهاده لأنه لم يحضر في امتحانات تريبوس النهائية. في عام 1966، رشح للالتحاق بكلية لندن الملكية. وغادرها بعد سنه للمرة الثانية بدون شهادة.
في كانون الثاني / يناير 1965، التقى بالإيطالية سونيا ماينو في مطعم الجامعة بكامبريدج. حيث كانت تدرس اللغة الإنجليزية في مدرسة لينوكس للغات (والذي تعارض مع جامعة كامبردج) وعملت كخادمة في مطعم الجامعة. عارضت عائلة ماينو للزواج، ولكن ماينو جاءت إلى الهند مع غاندي، وتزوجا في عام 1968.
بدأ العمل قي شركة الطيران الهندية كطيارا محترفا بينما أصبحت والدته رئيسة للوزراء في عام 1967. وكان بمنأى عن السياسة ولم يعش بانتظام مع والدته في دلهي في مقر إقامة رئيس الوزراء. وفي عام 1970، أنجبت زوجته، طفلهم الأول راهول غاندي، وفي عام 1972 طفلهم الثاني لبريانكا غاندي. في الوقت الذي كان غاندي بعيدا عن الحياة السياسية، أصبح شقيقه الأصغر سانجاي المستشار المقرب من والدتهما.

## دخوله عالم السياسة
في عام 1980 وبعد وفاة شقيقه الأصغر، تعرض غاندي لضغوط من جانب سياسيين حزب المؤتمر الوطني الهندي ومن قبل والدته لدخول معترك السياسة. وكان هو وزوجته معارضين لهذه الفكرة، حتى انه صرح علنا أنه لن يترشح لمقعد شقيقه. ومع ذلك، أعلن ترشيحه للبرلمان في نهاية المطاف. وبدخوله تعرض لانتقادات من جانب الكثيرين من الصحافة، والجمهور والأحزاب السياسية المعارضة.
ونافس من اجل انتخابه للمرة الأولى في مقعد Amethi Loksabha. وفي هذه الانتخابات الفرعية، هزم لوكدال شاراد يادف بأكثر من 200000 صوت.
أصبح غاندي مستشاراً سياسياً مهماً لأمه، بعد ترشيحه لدائرة سانجاي لوك سابها (البرلمانية) في أميته في ولاية اوتار براديش في شباط / فبراير 1981.كان ينظر إليها على المدى البعيد ان انديرا غاندي كانت استمالته لمنصب رئيس الوزراء، وانه سرعان ما أصبح رئيسا للهيئة التشريعيه للشباب—الهيئة التشرعيه الاشتراكية للشباب.

## رئيس الوزراء
كان غاندي في ولاية البنغال الغربية عندما اغتيلت والدته يوم 31 أكتوبر عام 1984 على يد حراسها الشخصيين. ضغط كبار زعماء الكونغرس، وكذلك الرئيس ذيل سينغ على راجيف ليصبح رئيس وزراء الهند، في غضون ساعات من اغتيال والدته على يد اثنان من حراسها السيخ الشخصيين. وقال راجيف غاندي تعليقا على أعمال الشغب المناهضة للسيخ في العاصمة الوطنية دلهي، "عندما تسقط شجرة عملاقة، تزلزل الأرض" [8] ؛ وهو البيان الذي كان انتقد بسببه على نطاق واسع. اتهم العديد من سياسين الهيئة التشريعيه بالوقوف وراء العنف [9]. وفور توليه منصبه، طلب راجيف من الرئيس الراحل ذيل سينغ بحل البرلمان وإجراء انتخابات جديدة، لان لوك سابها أكملت خمس سنوات. أصبح راجيف غاندي رسميا رئيس لحزب الهيئة التشريعية.
فاز حزب الهيئة التشريعية فوزا ساحقا—وحصل على الغالبية الأكبر في تاريخ البرلمان الهندي <اسم المرجع = ٪ 26quot ٪ 3B ٪ 26quot ٪ 3B ٪ 26quot ٪ 3Bautogenerated1 ٪ 26quot ٪ 3B ٪ 26gt ٪ 3B [المتشعب ٪ 3A ٪ 2F ٪ 2Fnews ٪ 2Ebbc ٪ 2Eco ٪ 2Euk ٪ 2Fonthisday ٪ 2Fhi ٪ 2Fdates ٪ 2Fstories ٪ 2Fdecember ٪ 2F29 ٪ 2FnewsidUS953314000 ٪ 2F3314987 ٪ 2Estm ٪ 26quot ٪ 3B ٪ 26quot ٪ 3B بي بي سي في هذا اليوم | 29 | 1984 : فاز راجيف غاندي فوزاً ساحق في الانتخابات] </المرجع> -- أعطت غاندى السيطرة المطلقة للحكومة. كما أنه استفاد من شبابه والتصور العام ليكون الرجل الأنيق، أو الخالي من خلفيات السياسات الفاسدة مما أنعش الآمال والحماس لدى الجمهور الهندي للهيئة التشريعية.
بدأ غاندي كرائدا في اتجاه يختلف كثيرا عن والدته الاشتراكية. وتحسنت العلاقات الثنائية مع الولايات المتحدة—المتوترة منذ فترة طويلة نظرا لسياسة أنديرا الاشتراكية ولصداقتة الوثيقة مع الاتحاد السوفياتي—وتوسيع نطاق التعاون الاقتصادي والعلمي.

### السياسة الاقتصادية
قام بزيادة الدعم الحكومي للعلوم والتكنولوجيا والصناعات المرتبطة بها، وخفض رسوم الاستيراد، والضرائب والرسوم الجمركية على الصناعات القائمة على التكنولوجيا، وخاصة الحاسب الآلي، وشركات الطيران والدفاع والاتصالات السلكية واللاسلكية. واتخذ تدابير خفض ملحوظ في راج ترخيص، مما يسمح للشركات والأفراد على شراء رؤوس الأموال والسلع الاستهلاكية والاستيراد دون قيود البيروقراطية. في عام 1986، أعلن عن السياسة الوطنية للتعليم لتحديث وتوسيع برامج التعليم العالي في جميع أنحاء الهند. أسس غاندي في عام 1986 نظام Jawahar Navodaya Vidyalaya وهي الحكومة المركزية التي ترتكز أو تنتهج على رفع مستوى الحياة في المناطق الريفية للمجتمع وذلك بتوفير التعليم المنزلي المجاني من المرحلة السادسة حتى الثانية عشر. في عام 1986 اثمرت جهوده في إنشاء MTNL، ومكتبه العام في المخابرة الهاتفية، والمعروف باسم [pcos]، ساعد على انتشار الهواتف في المناطق الريفية.

### سياسة الأمن
أذن راجيف للشرطة والجيش بحملة واسعة لاحتواء الإرهاب في البنجاب. وسادت الأحكام العرفية في ولاية البنجاب، وتعطلت الحريات المدنية والتجارة والسياحة إلى حد كبير. وهناك الكثير من الاتهامات المتعلقة بانتهاكات حقوق الإنسان من قبل مسؤولين في الشرطة وكذلك على يد المسلحين خلال هذه الفترة. ويزعم أنه حتى إذا كان الوضع في البنجاب تحت السيطرة، فان الحكومة الهندية كان تعرض الأسلحة والتدريب لمتمردى نمور التاميل الذين يقاتلون الحكومة في سري لانكا. وقام راجيف بتوقيع اتفاق سلام بين الهند وسري لانكا والرئيس السريلانكي جي. ر. جيواردين، في كولومبو في 29 يوليو 1987.
في اليوم التالي، يوم 30 يوليو 1987، تعرض راجيف غاندي لاعتداء على رأسه بعقب بندقية من قبل شاب سنهالي من متدربي البحرية اسمه Vijayamunige روحانا دي سيلفا، وقت تلقي حرس الشرف. وكان الاعتداء مقصود على مؤخرة رأس راجيف غاندي ومع ذلك ابتعد عن كتفه. على الرغم من محاولة الرئيس السريلانكي المحرج جونيوس ريتشارد جيوردين المبدئية من أن يمر من هذا الاعتداء الغريب حيث أن «راجيف تعثر قليلاً واختل توازنه»، وفي طريقه لنيو دلهي أكد راجيف لـجي. ان. ديكيست «بالطبع، أنا تعرضت لاعتداء.»
عانت حكومة راجيف أيضاً من انتكاسة كبيرة عندما جاءت مجهوداتها الرامية إلى التحكيم بين حكومة سريلانكا ومتمردو نمور التاميل بنتائج عكسية.
بهر راجيف الجميع بحديثه عندما كان يلقي خطابا في الجلسة المشتركة لكونغرس الولايات المتحدة والهند، عندما قال جملته الشهيرة،
"الهند تعتبر دولة قديمة، ولكنها أمة فتية، ومثل كل الشباب في كل مكان، فنحن غير صابرين. أنا شاب وأنا أيضا لدي حلم. أحلم بالهند، قوية ومستقلة، ومعتمدة على ذاتها في طليعة الصفوف الأمامية من دول العالم المسخرة لخدمة البشرية.

### أزمة العملة
في أواخر عام 1980، فشلت إدارة غاندي في تخفيف نسبة السقوط 30% في قيمة الروبية الهندية من 12 إلى 17 بالنسبة للدولار الأمريكي.

### فضيحة بوفورز
كشف وزير مالية غاندي، فيشواناث براتاب سينغ النقاب عن تفاصيل فساد الحكومة والسياسة، لترهيب قادة الكونغرس.
ونقلاً إلى وزارة الدفاع، كشف سينغ النقاب عن ما أصبح معروف بفضيحة بوفورز، حيث تضمنت عشرات الملايين من الدولارات - المتعلقة بالرشاوي المزعومة من شركة أسلحة بوفورز السويدية من خلال رجل أعمال إيطالي والمنتسب لعائلة غاندي اوتافيو كواتروتشي، في مقابل الحصول على العقود الهندية.
وبعد كشف الفضيحة، تم فصل سينغ من مكتبه، وبعد ذلك من عضوية الكونغرس. تورط راجيف غاندي نفسه في وقت لاحق في هذه الفضيحة عندما استمر التحقيق من جانب ناراسيمهان رام وشيترا سوبرامانيام من من صحيفة هندو. مما أدى ذلك إلى تشويه صورته كسياسي أمين: ومع ذلك تم تبرئته من هذه الادعاءات عام 2004 بعد وفاته.
جعلت صورة سينغ كمثال فاضح لفساد الحكومة جعلته معروفاً جداً عند العامة، واتحدت الأحزاب المعارضة تحت اسمه لتكوين تحالف جاناتا دال.
عاني الكونغرس من انتكاسة كبرى في انتخابات 1989، ومع دعم من الشيوعيين الهنود وحزب بهاراتيا جاناتا، قام سينغ وجاناتا دال بتشكيل الحكومة. أصبح غاندي زعيم المعارضة، في حين أنه ظل رئيس الكونغرس. في حين أن البعض يعتقدوا أن راجيف وقادة الكونغرس أثروا على انهيار حكومة في. بي. سينغ في أكتوبر 1990 عن طريق الدعم الواعد لتشاندرا شيخار، وهو قائد ذو رتبة عالية في جاناتا دال، ووجود ما يكفي من التناقضات الداخلية، داخل الائتلاف الحاكم، خصوصاً خلال مشكلة التحفظ المثيرة للجدل، لكي تتسبب في سقوط الحكومة.
عرض مجلس نواب راجيف الدعم الخارجي لفترة وجيزة لتشاندرا سيخار، الذي أصبح رئيس الوزراء. ومع ذلك سحبوا دعمهم عام 1991، وتم الإعلان عن الانتخابات الجديدة.

### سياسة سري لانكا
عارض رئيس الوزراء السريلانكي راناسينغ بريماداسا اتفاقية السلام الخاصة بسريلانكا، ولكنه قبلها بسبب الضغط من الرئيس جونيوس ريتشارد جيوردين.
في يناير عام 1989 تم انتخاب بريماداسا رئيساً ووعد وهو على المنصة أن قوات حفظ السلام الهندية ستغادر في خلال ثلاثة أشهر. وفي انتخابات عام 1989، أراد كلاً من حزب الحرية السريلانكي والحزب الوطني المتحد أن تنسحب IPKF، وحصلوا على نسبة 95 % من الأصوات.
كان عمل الشرطة لا يتمتع يشعبية كبيرة في الهند بالمثل، لا سيما في التاميل نادو، حيث أن الهند كانت تحارب
وعمل الشرطة لا تتمتع بشعبية كبيرة في الهند وكذلك، وكانت الهند تحارب الانفصاليين التاميليين.
رفض غاندي سحب IPKF، معتقداً أن الطريق الوحيد لإنهاء الحرب الأهلية كان إرغام بريماداسا سياسياً والإجبار العسكري لـ LTTE من أجل الموافقة على الاتفاقية.
في ديسمبر 1989، تم انتخاب رئيس الوزراء سينغ واستكمل الانسحاب. قتلت عملية IPKF أكثر من 2,400 من الجنود الهنود، وكلفت أكثر من 2000 كرورز.

### قضية الشاه بانو
في عام 1985، حكمت المحكمة العليا الهندية في صالح المطلقة المسلمةشاه بانو، معلنة أنه يجب على زوجها أن يعطيها نفقتها.
وتعامل المسلميين الأصوليين في الهند مع هذا الموقف على أنه يشكل تعدياً في قانون الأحوال الشخصية الإسلامي، واحتجوا على ذلك. ووافق غاندي على مطالبهم.
في عام 1986، مرر مؤتمر حزب (I)، الذي يمتلك الغالبية العظمى في البرلمان في ذلك الوقت، العمل الذي ألغى حكم المحكمة العليا في قضية شاه بانو.
وكان هذا من وجهه نظر الكثير في الهند، بما في ذلك حزب بهاراتيا جاناتا واسترضاء للمسلمين. واعتقد بعض رجال الكونغرس أيضاً بنفس الشيء وأثروا على راجيف، إما أن يبطل الفعل أو أن يهدأ المشاعر الهندوسية أيضاً. يعتبر افتتاح بوابات رام جامبهومي - بوابات مسجد بابري لعبادة أصنام رام لالا في أيوديها هو العمل الشائن الذي يطارد الهند منذ عدة سنوات.

## حملته الانتخابيه
جاءت اللحظة المناسبة كي يعود راجيف إلى الحكم، فالهندوس اكتسحوا مسجد آيادويا لإقامة معبد مكانه وكان تآمر الحكم في نيودلهي واضحاً ، وهو الحكم الذي يدّعي العلمانية. سقطت الحكومة لدى فقدانها ثقة البرلمان... وها هي الانتخابات النيابية تقترب. 

وفي يوم 21 من شهر مايو سنة 1991م ، وأثناء الحملة الانتخابية ، تواجد راجيف في مدراس من أجل الدعاية لحزب المؤتمر. نزل من سيارته الليموزين وراح يتقّبل تحيات الجمهور المحتشد..

### إغتياله

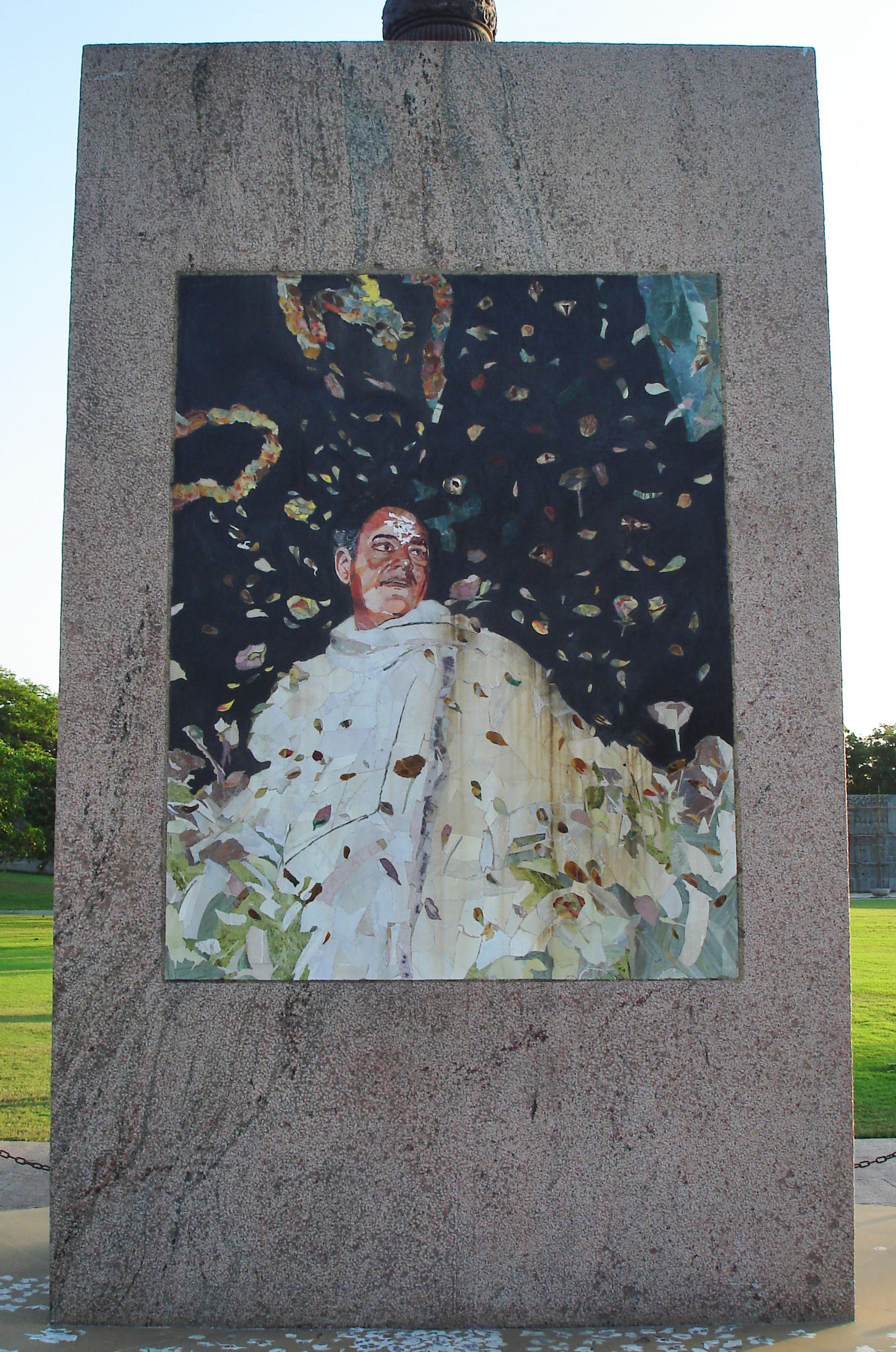
الحجر المزركش الذي يقع في المكان الذي اغتيل فيه راجيف غاندي في سريبرومبودر

كان آخر اجتماع عمومي لراجيف غاندي في سريبرمبودر في 21 مايو 1991، في قرية تبعد تقريباً 30 ميل عن مدراس، تاميل نادو، حيث اغتيل هناك أثناء حملته كمرشح لكونغرس سريبرمبودر لوك سابها. تم تنفيذ الاغتيال من قبل قنبلة انتحارية لمتطوعة تسمى لثينموزي راجاراتنام معروفة أيضاً باسم جياتري ودانو تابعة لنمور التاميل لتحرير إيلام (LTTE)
في الساعة 10:10 مساءً، اقتربت القاتلة التاميلية دانو منه في المقابلة العامة، وبدأ أنها في 35 من عمرها، وترتدي نظارات. قدمت المرأة طاقة زهور لراجيف، وسلمت على رئيس الوزراء السابق. وبعد ذلك انحنت له كإشارة احترام كي تلمس قدمه (تعبير عن الاحترام بين الهندوس) تحت ملابسها، كانت المرأة تربط حزاماً ناسفاً حول خصرها، وضغطت مفتاح التفجير. وفجرت حزام ناسف يحتوي على 700 جرام من متفجرات RDX مدسوسة تحت ملابسها، وطارت رأسها في الهواء ونسفت وجه راجيف وقطعته تقطيعاً...
قُتل رئيس الوزراء السابق راجيف مع 17 رجلاً في الانفجار التي أعقب ذلك... لقد انتقم رجال نمور التاميل. تم التقاط الاغتيال على فيلم من خلال عدسة أحد المصوريين المحليين، الذي وجدت كاميرته وفيلمه في الموقع. توفي المصور نفسه أيضا في الانفجار لكن الكاميرا ظلت سليمة.

## العواقب المباشرة لإغتيال راجيف غاندي
لفد وقع ما كانت سونيا تخشاه، وها هي تطير مع ابنتها بريانكا (عمرها 19 سنة) إلى مدراس، على متن طائرة من سلاح الجو الهندي، لتتسلم بقايا جثة زوجها. في تلك الليلة قرّر حزب المؤتمر تعيينها بدل زوجها، لترث الحكم والمنصب، لكنها رفضت. وبالتالي نشأت حكومة ائتلافية بقيادة ناراشيمو راو، تاسع رئيس وزراء الهند.

أُحرق جثمان راجيف غاندي في البقعة التي شهدت إحراق جثتي أمه وشقيقه، وكانت نهاية سلالة غاندي في حكم الهند.
تم بناء النصب التذكاري لراجيف غاندي في الموقع مؤخرا ويعد واحداً من أهم مناطق الجذب السياحي في المدينة الصناعية الصغيرة.

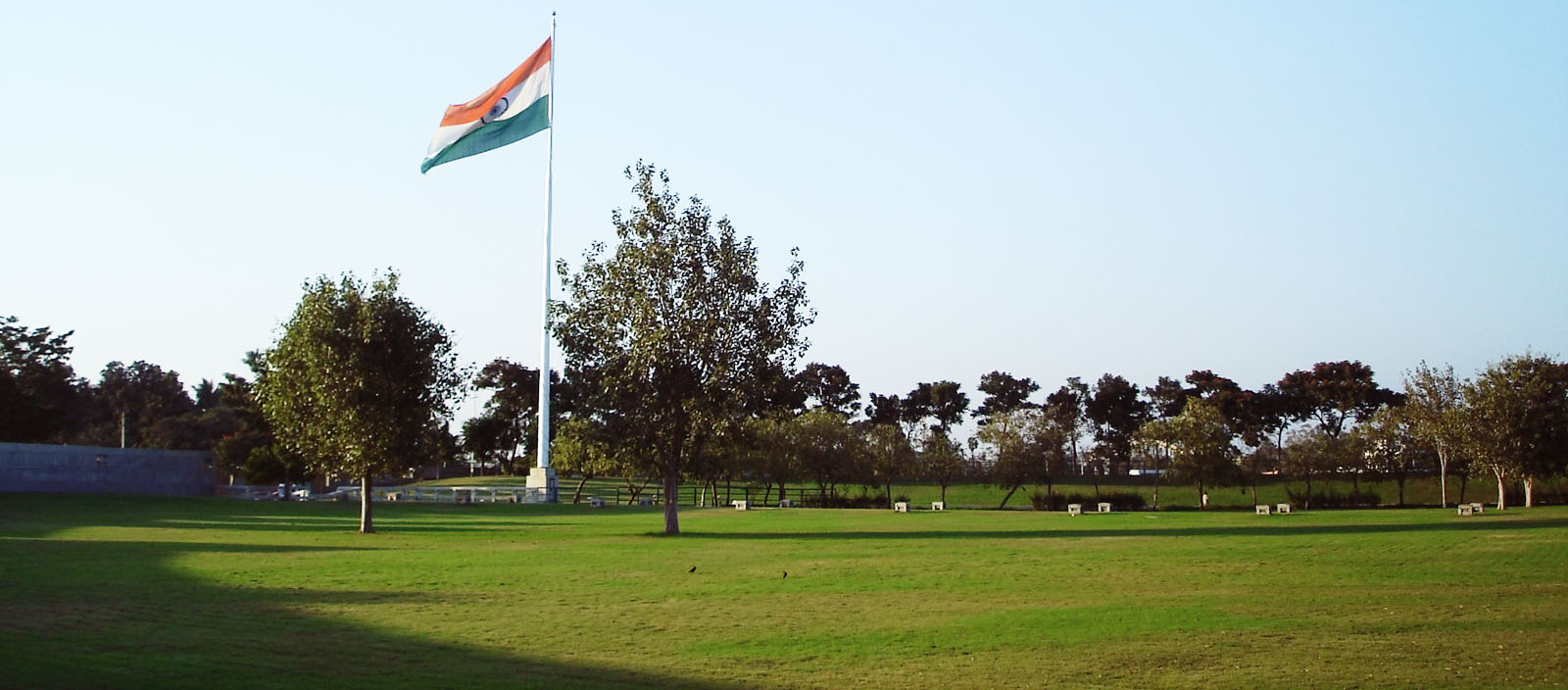
330 px نصب راجيف غاندي التذكاري في سريبرومبودر

أكّد حكم المحكمة العليا، بقيادة القاضي توماس، أن عملية القتل نُفذت بسبب عداء شخصي لرئيس نمور تحرير تاميل إيلام برابها كاران تجاه السيد راجيف غاندي الناشئ عن إرسال قوات حفظ السلام الهندي (IPKF) إلى سري لانكا وفظائع IPKF المزعومة ضد التاميل السريلانكية. ومع ذلك، تجدر الإشارة إلى أن إدارة راجيف غاندي قد أغضبت منظمات التاميل المتشددة الأخرى مثل PLOTE لعكس اتجاه الانقلاب العسكري الذي وقع في جزر المالديف في عام 1988.
استشهد القاضي بموت سيليبان في الإضراب عن الطعام والانتحار من قبل 12 من كوادر التاميل في سفينة في أكتوبر 1987.
في تقرير للجنة جاين، تم تسمية العديد من الأشخاص والوكالات المختلفة كمشتبه في تورطهم في اغتيال راجيف غاندي. من بينهم، رجل الدين Chandraswami الذي كان يشتبه في أنه متورط، في عملية تمويل الاغتيال.
وفجّر التقرير المؤقت للجنة جاين عاصفة عندما اتهم كارونانيدي بدوره في عملية الاغتيال، مما أدّى إلى سحب الكونغرس لدعمه لحكومة وتجديد انتخابات اي. كي. غوجرال في عام 1998.
وقال المتحدث باسم LTTE انطون بالاسينجام لقناة التلفزيون الهندي إن دي تي في أن القتل كان «مأساة كبيرة، ومأساة تاريخية ضخمة نأسف لها أسفا شديدا.» 
شُيد نصب تذكاري معمد فير Bhumi في مكان حرق الجثث.
وتم تسمية المطار الدولي في حيدر أباد على اسم راجيف غاندي، والذي افتتحته رئيسة التحالف التقدمي المتحد سونيا غاندي.

### للمزيد من المطالعة
- ساخي سري كانسا؛ ظاهرة بيرابهاكاران، لمحة مختصرة بحيوية المذنب، 2005، ص 641 (الفصول من 24 إلى 35، ص 207-352، وتغطي بالتفصيل عملية اغتيال راجيف غاندي)
- «العمل مع راجيف غاندي» بقلم ار. دي. برادان
- ماني شانكار ايار «تذكر راجيف»، روبا، نيودلهي، 1992

## الروابط الخارجية
- راجيف غاندي على موقع IMDb (الإنجليزية)
- راجيف غاندي على موقع الموسوعة البريطانية (الإنجليزية)
- راجيف غاندي على موقع مونزينجر (الألمانية)
- راجيف غاندي على موقع ميوزك برينز (الإنجليزية)
- راجيف غاندي على موقع إن إن دي بي (الإنجليزية)
- راجيف غاندي على موقع ديسكوغز (الإنجليزية)
- لمحة
- موجز في الصحافة نسخة محفوظة 9 يناير 2018 على موقع واي باك مشين.
- قاضي المحكمة العليا القاضي توماس
- قاضي المحكمة العليا القاضي قاداري
- قاضي المحكمة العليا القاضي وادوا
- الإرهاب والأنشطة التخريبية قانون (المنع)، 1987
- QRZ رمز نداء راديو هام قاعدة البيانات -- VU2RG
- النصب التذكاري لراجيف غاندي اتفاقية SEANET

| سبقه أنديرا غاندي | رئيس وزراء الهند السابع 1984 - 1989 | تبعه فيشواناث سينخ |